# Лузитания (кораб)
За римската провинция вижте Лузитания.
„Лузитания“ (на английски: RMS Lusitania) е британски експресен четирикоминен трансатлантически океански лайнер, построен от John Brown & Company Ltd. и опериран от „Кунард Лайн“ в периода 1907 – 1915 г. Обладател е на „Синята лента на Атлантика“ между 1907 г. и 1909 г. Има по-малък кораб-сестра, „Мавритания“. Пренася кралска поща на много от плаванията си, поради което получава престижното обозначение „RMS“ („кралски пощенски кораб“) пред името.
Строителството на лайнера започва през 1904 г., като „Лузитания“ е кръстена и спусната на вода две години по-късно. Прави първото си двупосочно плаване през септември 1907 г., като не успява да спечели „Синята лента на Атлантика“. При второто си такова плаване обаче, корабът си присвоява титлата на най-бързия океански лайнер в света. През ноември същата година, „Мавритания“, корабът сестра на „Лузитания“, също влиза в експлоатация, поради което в периода 1907 – 1909 г. двата лайнера многократно взаимно се надминават един друг, като „Лузитания“ губи титлата си за последен път през септември 1909 г.
На 10 януари 1910 г. „Лузитания“ е на път от Ливърпул за Ню Йорк, когато е ударена от двадесет и три метрова вълна-убиец, като по мостика ѝ е частично смачкан и много прозорци по целия кораб са счупени. Като по чудо никой не е отнесен, тъй като вълната удря лайнера през нощта. Няма и никакви жертви.
През лятото на 1914 г. започва Първата световна война, като лайнерът е реквизиран от Кралския военноморски флот за използване като въоръжен търговски кораб (спомагателен крайцер), но тъй като скоро след това е установено, че това е лоша идея, корабът се завръща към оригиналната си роля, а именно – да пренася пътници от Европа до Северна Америка. За разлика от „Лузитания“ обаче, по-малката ѝ „сестра“, „Мавритания“, както и нововъведения в експлоатация техен трети компаньон, „Аквитания“, продължават да се използват за превоз на войници през цялата война.
След много успешни трансатлантически рейса през втората половина на 1914 г. и първата половина на следващата година, на 1 май 1915 г. „Лузитания“ се отправя на своето двеста и второ плаване, поредното нейно в посока Европа, което много скоро след това се оказва обаче и последното ѝ изобщо. На 7 май лайнерът минава пред германската подводница SM U-20, чийто командир нарежда да бъде изстреляно едно торпедо по кораба. Почти веднага след експлозията от торпедото става втора експлозия, която е вероятно породена от нелегално пренасяни американски муниции на борда на океанския лайнер, които са били там, където торпедото удря, в резултат на което те също се взривяват след него.
Повечето оцелели пътници и членове на екипажа на „Лузитания“, включително и капитанът му,  подкрепят тази теория. Това, както и останките на кораба, доказват, че това е била най-вероятната причина за втората експлозия. Каквато и да е истинската причина за гибелта му, лайнерът потъва за едва осемнадесет минути, като от всичките му четиридесет и осем спасителни лодки успешна са спуснати едва шест от тях. От общо 1 960-те души на борда му оцяляват само 767 – жертвите наброяват 1 197 души, от които 128 са американци.
Потъването на „Лузитания“ е един от ключовите фактори, които довеждат до влизането на САЩ в Първата световма война на страната на Антантата през пролетта на 1917 г. Също така, лайнерът доказват на света, че много съюзнически пътнически кораби незаконно са пренасяли муниции на борда си през Първата световна война.

## Коментари
1. ↑  Префикс (от на английски: Royal Mail Ship – Кралски пощенски кораб), приет във Великобритания през 1840 г. за обозначаване на плавателните съдове, имащи договор с Британската кралска поща.